# Lucy Wangui Kabuu
Lucy Wangui Kabuu (* 24. März 1984 in Ichamara, Mukurweini District, Provinz Central) ist eine ehemalige kenianische Langstreckenläuferin und zweifache Olympiastarterin (2004, 2008).

## Leben
Bei den Olympischen Spielen 2004 in Athen wurde sie Neunte über 10.000 m.
2005 wurde Lucy Wangui Kabuu bei den Crosslauf-Weltmeisterschaften in Saint-Galmier Fünfte auf der Kurzstrecke, und 2006 gewann sie bei den Commonwealth Games in Melbourne Gold über 10.000 m und Silber über 5000 m. Bei der Vorbereitung für die Olympischen Spiele gewann sie im Juli 2008 über 10.000 m in 32:18,6 min.
2008 kam sie bei den Olympischen Spielen in Peking über 10.000 m in 30:39,96 min auf den siebten Platz.
Nach einer Babypause kehrte sie 2011 ins Wettkampfgeschehen zurück und gewann den Great North Run und den Delhi-Halbmarathon.
2012 wurde sie Zweite beim Dubai-Marathon und Fünfte beim London-Marathon. Beim RAK-Halbmarathon 2013 gelang ihr mit dem Tagessieg unter einer Zeit von 1:06:09 Stunden die zweitschnellste Zeit, die je von einer Frau gelaufen wurde.

### Dopingsperre 2018
2018 wurde Kabuu bei einer Dopingkontrolle positiv auf Morphin getestet und anschließend für zwei Jahre gesperrt. Seitdem tritt sie nicht mehr international in Erscheinung.
Lucy Wangui Kabuu ist 1,54 kg groß und wiegt 40 kg. Sie zog mit 17 Jahren nach Japan, wo sie die Amori Yada High School absolvierte und danach bis 2008 für das Team des Fahrzeugherstellers Suzuki startete.

## Bestzeiten
- 1500 m: 4:09,60 min, 3. August 2002, Naka
- 3000 m: 8:46,15 min, 31. August 2008, Gateshead
- 5000 m: 14:33,49 min, 6. Juni 2008, Oslo
- 10.000 m: 30:39,96 min, 15. August 2008, Peking
- Halbmarathon: 1:06:09 h, 15. Februar 2013, Ras Al Khaimah
- Marathon: 2:19:34 h, 27. Januar 2012, Dubai